# Gogyohka
Gogyōka (五行歌, "verso de cinco líneas"), o Gogyohka, es un tipo de composición lírica japonesa creada por  Enta Kusakabe en 1957 con la intención de liberalizar las formas poéticas tradicionales de la poesía japonesa. Al contrario que el tanka, el gogyohka no impone ningún requisito relativo a la métrica y extensión de cada línea. En realidad, la única norma es su disposición en cinco líneas, al final de cada cual se presupone el descanso natural para la respiración de quien los recite.